# Râul Urmeniș, Trotuș
Râul Urmeniș sau Râul Ormeniș este un curs de apă, afluent al râului Trotuș. 

## Hărți
- Harta Munții Tarcău  Arhivat în 22 februarie 2010, la Wayback Machine.
- Ovidiu Gabor - Economic Mechanism in Water Management  Arhivat în 5 martie 2009, la Wayback Machine.